# Mimili

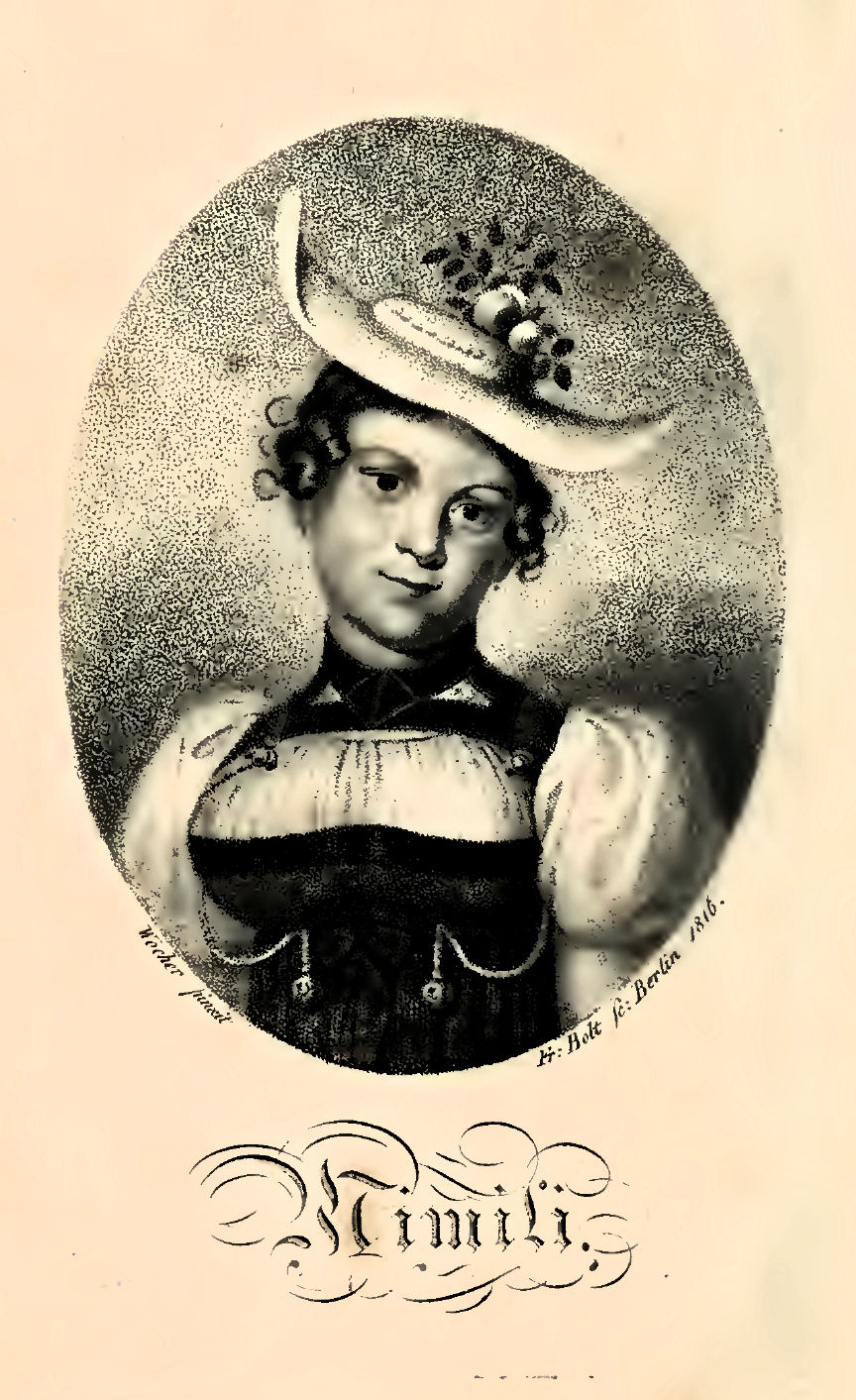
Mimili, nach der Natur gemalt von Wocher, gestochen von Bolt (Titelkupfer der Erstausgabe von 1816)

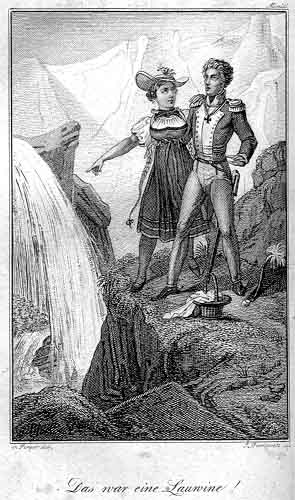
Mimili informiert den Flachländer

Mimili ist eine Erzählung von Heinrich Clauren. Sie erschien 1815/16 in Fortsetzungen in der Zeitschrift Der Freimüthige oder Unterhaltungsblatt für gebildete, unbefangene Leser, später in zahlreichen Nachauflagen und ist eine Liebesgeschichte zwischen einem deutschen Offizier und einer Bergbauerntochter im Berner Oberland. Angelehnt an den Briefroman Julie oder Die neue Heloise (Rousseau 1761) thematisiert sie den Konflikt zwischen Tugend und Begehren.

## Inhalt
Ein preußischer Offizier mit Namen Wilhelm, gerade mit dem Eisernen Kreuz ausgezeichnet, sucht im Berner Oberland die Ruhe, die er im „lärmenden Paris, der sogenannten Hauptstadt der Welt“, nicht findet. Er möchte in einer Almhütte beim Sennen übernachten, da stellt sich dort ein Mädchen ein, Mimili, das ebenfalls dort übernachten will. Diese etwas peinliche Kollision bewirkt, dass das Mädchen den Fremden nach unten ins Haus ihres Vaters einlädt und ihn auch gleich hinab begleitet. Sie kommen einander sehr schnell näher, wobei Mimili sich als ausgezeichnete Botanikerin erweist, die sogar die lateinischen Namen der Pflanzen kennt. Als Wilhelm, von Mimilis frei- oder unfreiwillig zur Schau gestellten Reizen völlig kopflos, um ihre Hand bittet, handelt der Vater einen Aufschub von einem Jahr aus; in dieser Zeit will er versuchen, für Mimili einen Mann zu finden, der die Hoferbin nicht ins ferne Deutschland entführt, sondern die Wirtschaft auf ihrem Erbhof fortführt. An dieser Stelle brach die Ich-Erzählung (nach etwa 80 % des Gesamtvolumens) in ihrer ersten Auflage ab. Clauren setzt sie dann in der dritten Person fort, indem er von Wilhelms Tod in der Schlacht von Belle Alliance berichtet, der die ahnungsvolle Mimili ebenfalls auf den Tod erkranken lässt. In einer zweiten Wendung behauptet der Autor, durch den Brief eines Nachbarn davon unterrichtet zu sein, dass Wilhelm nur schwer verletzt war, zu Mimili geeilt ist und die Sterbende vorm sicheren Tod errettete. Wilhelm und Mimili heiraten, Kindersegen stellt sich ein.

## Vorbilder
Clauren war gebildet und belesen und bediente sich erfolgreicher literarischer Modelle, die er konsequent trivialisierte. So findet sich die berühmte Szene aus Goethes Werther, in der der Protagonist von Rührung und Entzücken überwältigt wird, als er die geliebte Lotte erlebt, wie sie den Hunger ihrer Geschwister stillt, bei Clauren zu einer Szene trivialisiert, in der Mimili das Geflügel füttert und dabei liebevoll mit jedem einzelnen Tier redet: 

„Federvieh hatte ich in meinem Leben hundert, tausend mal füttern gesehen; aber wer Mimili in diesem lustigen Kreise sah, mußte von ihrer Laune, von ihrer Gemüthlichkeit, von ihrer glücklichen Gabe, in das einfachste Geschäft Genuß und Charakter zu legen, bezaubert werden.“

Auch die Idee, die hohen Schweizer Berge mit vollbusigen Frauen zu assoziieren, hat Clauren vorgefunden, und zwar im 23. Brief von Jean-Jacques Rousseaus Julie oder Die neue Heloise. Dort beschreibt der ins Wallis verbannte Saint-Preux die Walliserinnen und vergleicht ihr Aussehen mit dem Julies, seiner Geliebten: 

„Lächelnd stellte ich zuweilen die großen Bärte und das derbe Ansehen der Gäste mit der blendenden Haut dieser jungen schüchternen Schönen zusammen, die über ein Wort erröteten und dadurch um so anmutiger wurden. Aber einigen Anstoß nahm ich an dem gewaltigen Umfang ihres Busens, der nur in der blendenden Weiße einen der Vorzüge des Modells hatte, womit ich ihn zu vergleichen wagte, jenes einzigen verschleierten Modells, dessen verstohlen abgelauschte Umrisse mir die jenes Bildwerks vor die Augen stellte, das nach dem schönsten Busen der Welt geformt ward.“

Auch den expliziten Kampf zwischen Tugend und Trieb hat Clauren von Rousseau übernommen. Im Unterschied zu Goethe und Rousseau jedoch führt Clauren seine Protagonisten nur scheinbar in Tod und Katastrophe, sie finden einander und werden glücklich.

## Rezeption
Mimili war Claurens größter schriftstellerischer Erfolg; die Erzählung wurde ins Dänische, Englische, Ungarische und Polnische übersetzt. Eine Dramatisierung wurde 1832 in Wien aufgeführt. Bis in die Gegenwart hält Reclam dem Werk die Treue. Mimili zeichnet exemplarisch den Weg in Innerlichkeit und Natur vor, den die Literatur des anbrechenden Biedermeier gehen sollte.

## Bewertung
Mimili ist eines der am meisten in Grund und Boden kritisierten Werke der deutschen Literatur, woraus sich schließen lässt, welch ein Ärgernis die Erzählung, vor allem aber ihr buchhändlerischer Erfolg für die etablierte Literaturszene war. Dieses Schicksal teilt Clauren mit Autoren wie Christian Heinrich Spieß und E. Marlitt.
In der geschäftstüchtigen Ausnutzung des Cliffhanger-Effekts erweist sich Clauren aus heutiger Sicht als Pionier der Unterhaltungsdramaturgie.
Mimili befand sich lange auf dem Index für jugendgefährdende Schriften, von dem das Werk erst im Februar 2008 gestrichen wurde.

## Wilhelm Hauffs Verriss
Wilhelm Hauff hatte mit seinem Roman Der Mann im Mond, den er 1825 unter Claurens Namen erscheinen ließ, dessen Erzähltechnik und Stil virtuos imitiert, was seinem Verleger eine Klage Claurens einbrachte. Hauff legte nach mit seiner Controvers-Predigt über H. Clauren und den Mann im Mond, gehalten vor dem deutschen Publikum in der Herbstmesse 1827. In diesem Verriss kritisiert er das einschmeichelnd „Angenehme“, das scheinbar „Natürliche“, das lächerlich Rührende und schließlich das aufgesetzt „Reizende“ der „Mimili-Manier“:

„Und was ist dieses Reizende? Das ist die Sinnlichkeit, die er aufregt, das sind jene reizenden, verführerischen, lockenden Bilder, die eurem Auge angenehm erscheinen. Es freut mich zu sehen, daß ihr da unten die Augen nicht aufschlagen könnet. Es freut mich zu sehen, daß hin und wieder auf mancher Wange die Röte der Beschämung aufsteigt. Es freut mich, daß Sie nicht zu lachen wagen, meine Herren; wenn ich diesen Punkt berühre. Ich sehe, ihr alle verstehet nur allzu wohl, was ich meine.
Ein Lessing, ein Klopstock, ein Schiller und Jean Paul, ein Novalis, ein Herder waren doch wahrhaftig große Dichter, und habt ihr je gesehen, daß sie in diese schmutzigen Winkel der Sinnlichkeit herabsteigen mußten, um sich ein Publikum zu machen? Oder wie? Sollte es wirklich wahr sein, daß jene edleren Geister nur für wenige Menschen ihre hehren Worte aussprachen, daß die große Menge nur immer dem Marktschreier folgt, weil er köstliche Zoten spricht und sein Bajazzo possierliche Sprünge macht? Armseliges Männervolk, daß du keinen höheren geistigen Genuß kennst, als die körperlichen Reize eines Weibes gedruckt zu lesen, zu lesen von einem Marmorbusen, von hüpfenden Schneehügeln, von schönen Hüften; von weißen Knien, von wohlgeformten Waden und von dergleichen Schönheiten einer Venus Vulgivaga. Armseliges Geschlecht der Weiber, die ihr aus Clauren Bildung schöpfen wollet! Errötet ihr nicht vor Unmut, wenn ihr leset, daß man nur eurem Körper huldigt, daß man die Reize bewundert, die ihr in der raschen Bewegung eines Walzers entfaltet, daß der Wind, der mit euren Gewändern spielt, das lüsterne Auge eures Geliebten mehr entzückt als die heilige Flamme reiner Liebe, die in eurem Auge glüht, als die Götterfunken des Witzes, der Laune, welche die Liebe eurem Geiste entlockt? Verlorene Wesen, wenn es euch nicht kränkt, euer Geschlecht so tief, so unendlich tief erniedrigt zu sehen, geputzte Puppen, die ihr euren jungfräulichen Sinn schon mit den Kinderschuhen zertreten habt, leset immer von andern geputzten Puppen, bepflanzet immer eure Phantasie mit jenen Vergißmeinnichtblümchen, die am Sumpfe wachsen, ihr verdienet keine andere als sinnliche Liebe, die mit den Flitterwochen dahin ist!“

## Ausgaben
- Mimili. Eine Erzählung von H. Clauren. Hilscher, Dresden 1816, Digitalisat.